# Governatori di Bosnia ed Erzegovina
Questo è un elenco dei Governatori della Provincia imperiale di Bosnia ed Erzegovina sotto il controllo austro-ungarico (le date in corsivo indicano la continuazione dell'incarico).
| Periodo                             | Nome | Note |
| ----------------------------------- | --- | --- |
| 13 luglio 1878                      | Bosnia ed Erzegovina vengono occupate dall'Impero austro-ungarico in base al Congresso di Berlino (nominalmente rimangono sotto la sovranità dell'Impero ottomano) | Bosnia ed Erzegovina vengono occupate dall'Impero austro-ungarico in base al Congresso di Berlino (nominalmente rimangono sotto la sovranità dell'Impero ottomano) |
| 13 luglio 1878 - 18 novembre 1878   | Josef Philippovich von Philippsberg, Comandante | |
| 18 novembre 1878 - 6 aprile 1881    | Guglielmo Nicola del Württemberg, Capo del Governo Provinciale | |
| 6 aprile 1881 - 9 agosto 1882       | Hermann Dahlen von Orlaburg, Governatore | |
| 9 agosto 1882 - 8 dicembre 1903     | Johann von Appel, Governatore | |
| 8 dicembre 1903 - 25 giugno 1907    | Eugen von Albori, Governatore | |
| 30 giugno 1907 - 7 ottobre 1908     | Anton von Winzor, Governatore | |
| 7 ottobre 1908                      | Bosnia ed Erzegovina vengono annesse all'Impero austro-ungarico (Terre della Corona di Bosnia ed Erzegovina)                                                       | Bosnia ed Erzegovina vengono annesse all'Impero austro-ungarico (Terre della Corona di Bosnia ed Erzegovina)                                                       |
| 7 ottobre 1908 - 7 marzo 1909       | Anton von Winzor, Governatore | dal 1909 ottiene il titolo di Barone |
| 7 marzo 1909 - 10 maggio 1911       | Marijan Varešanin, Governatore | |
| 10 maggio 1911 - 22 dicembre 1914   | Oskar Potiorek, Governatore | Rimosso dopo la sconfitta nella Battaglia di Cer e nella Battaglia di Kolubara durante la campagna serba della Prima Guerra mondiale                               |
| 22 dicembre 1914 - 1º novembre 1918 | Stjepan Sarkotić, Governatore | |
| 1º novembre 1918                    | Bosnia ed Erzegovina divengono parte dello Stato degli Sloveni, Croati e Serbi                                                                                     | Bosnia ed Erzegovina divengono parte dello Stato degli Sloveni, Croati e Serbi                                                                                     |